# Saltos ornamentais no Campeonato Mundial de Esportes Aquáticos de 2024 - Plataforma 10 m sincronizado misto

A prova do plataforma 10 m sincronizado misto dos saltos ornamentais no Campeonato Mundial de Esportes Aquáticos de 2024 foi realizada no dia 3 de fevereiro de 2024 em Doha, no Catar.

## Cronograma
Todos os horários estão na hora local (UTC+3).
| Data           | Hora  | Evento |
| -------------- | ----- | ------ |
| 3 de fevereiro | 16:02 | Final  |

## Formato da competição
A competição consiste em apenas uma rodada final, a equipe com melhor pontuação garante a medalha de ouro.

## Medalhistas
| Ouro                                | Prata                                       | Bronze                                      |
| China · Huang Jianjie · Zhang Jiaqi | Coreia do Norte · Im Yong-myong · Jo Jin-mi | México · Kevin Berlín · Alejandra Estudillo |

## Resultados
A final foi realizado no dia 3 de fevereiro às 16:02.
| Pos.              | Nacionalidade   | Saltadores                         |        |
| Pos.              | Nacionalidade   | Saltadores                         | Pontos |
| ----------------- | --------------- | ---------------------------------- | ------ |
| Medalha de ouro   | China           | Huang Jianjie Zhang Jiaqi          | 353.82 |
| Medalha de prata  | Coreia do Norte | Im Yong-myong Jo Jin-mi            | 303.96 |
| Medalha de bronze | México          | Kevin Berlín Alejandra Estudillo   | 296.13 |
| 4                 | Estados Unidos  | Tyler Wills Bayleigh Cranford      | 291.90 |
| 5                 | Alemanha        | Tom Waldsteiner Elena Wassen       | 291.42 |
| 6                 | Coreia do Sul   | Shin Jung-whi Kim Na-hyun          | 262.80 |
| 7                 | Espanha         | Max Liñan Ana Carvajal             | 242.76 |
| 8                 | Itália          | Eduard Timbretti Gugiu Irene Pesce | 186.36 |
| 9                 | Macau           | Zhang Hoi Lo Ka Wai                | 180.03 |